# Glümendorf
Glümendorf war eine wüste Feldmark südsüdwestlich von Jeserig/Fläming, einem Ortsteil der Gemeinde Wiesenburg/Mark, die im Landkreis Potsdam-Mittelmark in Brandenburg liegt.

## Geschichte
Die erste urkundliche Erwähnung stammt aus dem Jahr 1388 als Czu Glibindorff; das Dorf war zu dieser Zeit eventuell noch aktiv. Es kam unter der Bezeichnung dorffstete zu Glibendorff im Jahr 1419/1420 in Besitz der von Thümen und lag dort 1420 wüst. Im Jahr 1555 und 1575 fiel der Zehnt an Wiesenburg. Glümdorf war zu dieser Zeit Tochterkirche von Jeserig; demzufolge muss es eine Dorfkirche gegeben haben. Die Siedlung erschien als Glimmendorff wüste im Jahr 1592 erneut in den Akten. Der Schulze aus Jeserig zinste zu dieser Zeit von der Dorfstätte. Anschließend wurde sie nicht mehr erwähnt und ging vermutlich in der Feldmark von Jeserig auf. Die Fläche war von 1755 bis 1765 im Besitz der Familie von Trotta genannt Treyden und ging anschließend an die von Watzdorf.